# No Man's Land (film, 2013)
Pour les articles homonymes, voir No man's land (homonymie).
Pour plus de détails, voir Fiche technique et Distribution.
No Man's Land (无人区, Wu ren qu) est un film chinois réalisé par Ning Hao, sorti en 2013.

## Fiche technique
- Titre : No Man's Land
- Titre original : 无人区 (Wu ren qu)
- Réalisation : Ning Hao
- Scénario : Ning Hao, Ping Shu et Aina Xing
- Musique : Nathan Wang
- Photographie : Jie Du
- Montage : Yuan Du
- Société de production : Beijing Guoli Changsheng Movies & TV Production, China Film Group Corporation, Dirty Monkey Films Group et Emperor Film and Entertainment
- Pays :  Chine
- Genre : Aventure, policier, drame et thriller
- Durée : 118 minutes
- Dates de sortie : 
  -  Chine : 3 décembre 2013

## Distribution
- Xu Zheng : Pan Xiao
- Duobujie : la chef du trafic
- Yu Nan : la danseuse / Li Yuxin
- Huang Bo : le tueur

## Distinctions
Le film est présenté en sélection officielle en compétition à la Berlinale 2014.